# ベナンダンティ

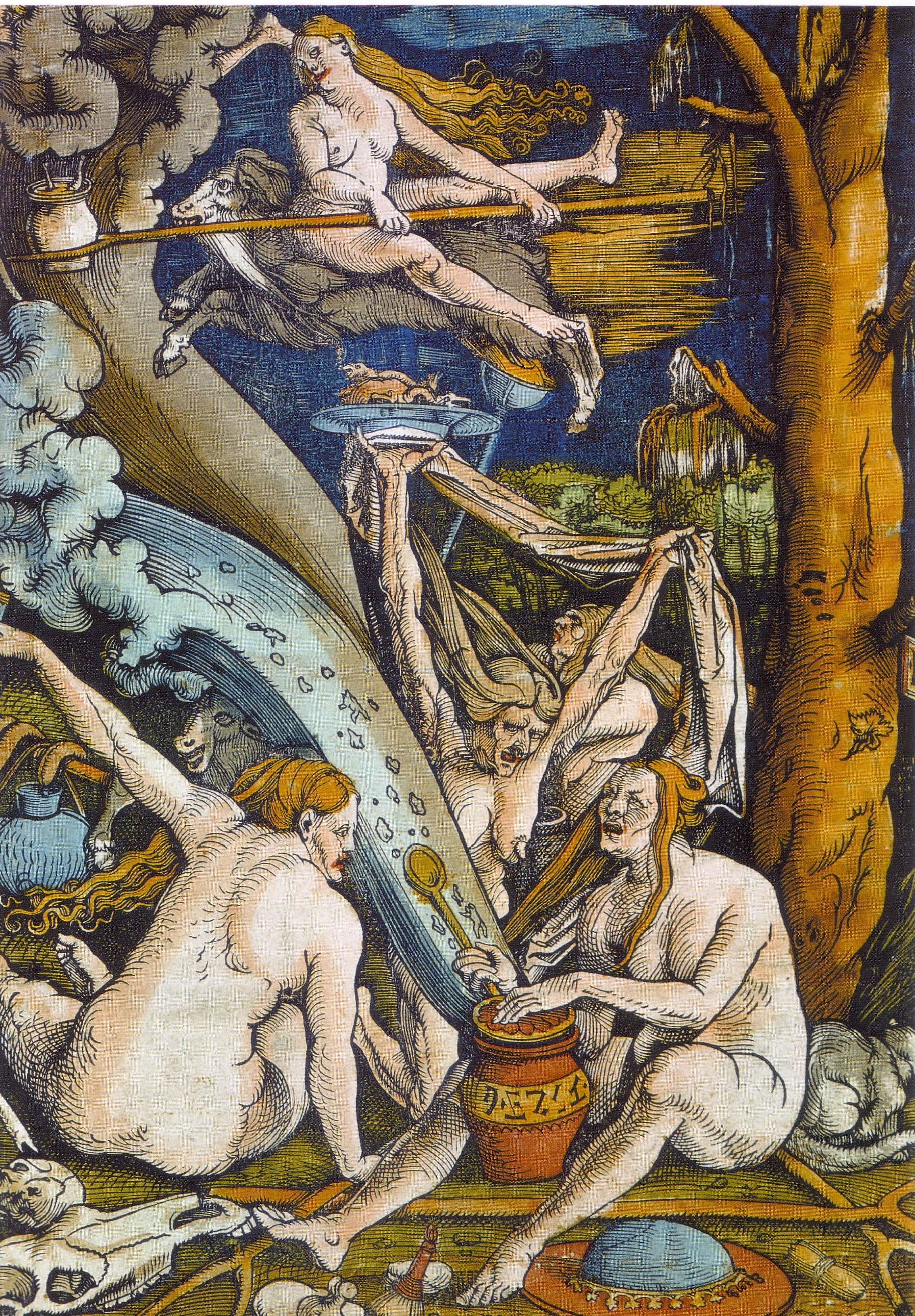
ベナンダンティによる夜に行われる幻視的な儀式によって彼らはローマの異端審問所において魔女や邪悪な悪魔崇拝者だと告発された。この絵は1508年に木版画として描かれた。

ベナンダンティ（伊: Benandanti、「善き歩行者」という意味）とは、16世紀から17世紀における、イタリアの北東部フリウーリ地方の農民たちの幻視伝統にかかわった人々のことである。
ベナンダンティは、寝ている間に自身の体から抜け出し、次の季節によい作物が実るのを保証するために邪悪な魔女と戦おうとするのだ、とされた。1575年から1675年の間、近世の魔女裁判の真っただ中に、ベナンダンティのメンバーは異端や魔女としてローマの異端審問において告発された。彼らの信仰は悪魔崇拝と同一視された。

## 概説
近世の記録によれば、ベナンダンティは頭を羊膜に包まれて生まれてきたと信じられており、そしてそれによって、彼らは、1年の特定の木曜日に行われる夜中の幻視的な儀式を行う能力を得た。儀式の間、彼らの魂は様々な動物の背に乗り、空に向かって駆け上がり、田舎の様々な場所に向かう。ここでは、彼らは他のベナンダンティと一緒に様々な遊戯や、他の活動を行っており、そして彼らの収穫物と共同体を、モロコシの芯を使って脅かす邪悪な魔女と戦った。これらの幻視的な旅を行っていないときでも、ベナンダンティは治療に使われる魔術的な力を持っていると信じられていた。
1575年にベナンダンティは、村の聖職者のドン・バルトロメーオ・ズガバリッツァがベナンダンティであるパオロ・ガスパルットがしている主張を調査し始めた時に初めてフリウーリ地方の教会の権力者たちの注意を引いた。ズガバリッツァはすぐに調査を中止したにもかかわらず、1580年に異端審問官のフェリーチェ・ダ・モンテファルコによって調査が再開され、彼はガスパルットだけでなく、様々なその土地にいる他のベナンダンティや霊媒などにも尋問を行い、最終的に異端として有罪であると判決した。宗教裁判の重圧のもとで、これらの金縛りをしばしば含む夜の幻視的な旅は、悪魔的なもののステレオタイプであるサバトになぞらえられ、それは、ベナンダンティの儀式の根絶を導いた。宗教裁判の迷信への弾劾によって、20世紀に到るまでのフリウリの民間伝承において、「ベナンダンティ」は「魔女」と同等に扱われた。
最初にベナンダンティの伝統について研究した歴史学者はイタリア人のカルロ・ギンズブルグであり、彼は、1960年代初頭から、現存する裁判記録の調査を始め、ついに『ベナンダンティ　16-17世紀における悪魔崇拝と農耕儀礼』を出版した。ギンズブルグの証拠の解釈では、ベナンダンティは「豊穣の儀式」であり、ベナンダンティのメンバーは「収穫と豊穣の守護者」であった。彼はそのうえ、ベナンダンティはより広い範囲の、リヴォニアの狼男の信仰の様な、キリスト教以前に起源をもつ、ヨーロッパの幻視体験の伝統の中で残っていたものの1つに過ぎないと主張した。様々な歴史学者がすでにギンズブルグの解釈の仕方に基づいて研究を進めてるか、もしくは異議を申し立てている。

## メンバー

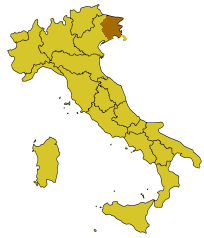
イタリアの中での歴史に基づくフリウリ地方の位置。

英語に直訳すると善き歩行者という意味になるベナンダンティはフリウーリ地方の民間伝承のメンバーである。
ベナンダンティには男性も女性も含まれており、自分たちは共同体と収穫物を保護を確実にすると考えていた。ベナンダンティは、彼らの体からネズミやネコやウサギ、そして蝶の形になって出ていくと語った。男性のベナンダンティは大抵雲に向かって飛んでいき、魔女たちと、彼らの共同体の豊穣を守るために戦った。また、女性のベナンダンティはしばしば盛大な宴会を開いた。
ヨーロッパ全域の大衆文化の中では、幻視的な能力は、先天的もしくは後天的なもののいずれかであった。フリウーリの人々の習慣では、ベナンダンティは生まれた時から運命づけられた先天的な力だと考えられていた。特に、後々ベナンダンティとなる人は頭を羊膜または羊膜嚢に包まれて生まれてくると広く信じられていた。当時のフリウーリの民間伝承では、羊膜は魔術的な力とともに与えられ、兵士を危険から守り、敵が手を引くように仕向け、訴訟において弁護士が勝利するのを助ける能力と関係があるとされた。その後の時代では、イタリアの多くの場所で、魔女が羊膜に包まれて生まれてくるという信仰をもった、フリウーリの民間伝承と関係する言い伝えが見つかった。
現存する記録によれば、ベナンダンティのメンバーは、幼少期に、普通は自身の母親からベナンダンティの伝統について最初に習ったことははっきりしている。このような理由で、歴史学者のノーマン・コーンは、ベナンダンティの伝統は、彼らが生きている社会で一般的に受け入れられている信仰によって、覚醒時の思考だけでなく個人個人のトランス状態での体験がどれほど深く習慣づけられていたか、を強調していると断言した。

## 幻視的な旅
幻視的な旅はベナンダンティによって精神の旅と説明されていたが、彼らはそのような体験を現実のことだと力説し、それらが現実の出来事だと信じていた。
カトリック教会の断食の期間である、四季の斎日の間の木曜日に、ベナンダンティは夜に彼らの魂が体から小さな動物の形になって出ていくと主張した。ベナンダンティの男性の魂は邪悪な魔女と戦うために野原に向かう。魔女がモロコシで武装しているのに対して、ベナンダンティの男性はういきょうの茎で戦った。（モロコシは魔女の箒に使われ、そのモロコシの箒はモロコシの最も流布している形態の1つだった。）もし、ベナンダンティ達が勝てば、収穫は保証されると考えられていた。
女性のベナンダンティは他の神聖な仕事を行った。彼女たちが体から出たとき、盛大な宴会を開くために彼らが踊りをしているところに移動し、魂や動物や妖精の行進ととも飲んだり食べたりし、そして村人の中で、次の年に誰が死ぬのかを知った。ある説明では、この宴会は「尼僧院長」に統轄されており、尼僧院長は井戸の縁に堂々と座っていたという。カルロ・ギンズブルグはこの魂の集まりを、魔術や占いを伝えた女性神によって同様に管理されていたイタリアやシチリアの各地にある似た集団による他の言い伝えと比較した。
ごく初期の、1575年から始まった、ベナンダンティの旅の解釈は悪魔的な魔女の行うサバトと関係する要素を一切含んでいなかった。そこには悪魔（存在さえしなかったものでも）の崇拝も、キリスト教の否定も、十字架を手荒く扱うことも、サクラメントの汚辱もなかった。

### 魔女との関係
ギンズブルグはベナンダンティ自身が魔女なのかどうかは、ごく初期の記録の中では混乱があることに注目した。邪悪な魔女たちと彼らが戦い、魔術で傷ついたと信じている人々を治療している間、彼らは同様に夜の旅で魔女と結びつき、そして、粉ひき屋のピエトロ・ロターロは、彼らをベナンダンティの魔女と呼んでいたと記録されている。このような理由から、司祭である、ドン・バルトロメーオ・ズガバリッツァ（彼はロターロの証言を記録した）はベナンダンティが魔女だとはいえ、彼らは彼らの共同体を子供に害をなす悪い魔女たちから守る良い魔女だと信じていた。ギンズブルグはこのベナンダンティと魔女の関係の矛盾が、最終的にはとても宗教裁判による彼らの迫害に影響を与えたのだと述べた。

## 異端審問と迫害

### ズガバリッツァの調査: 1575
1575年の初頭に、男性のベナンダンティであり、イアッシコ村に住んでいるパオロ・ガスパルットがブラッツァーノ村に住む粉ひき家のピエトロ・ロターロに、正体不明の病気にかかっている彼の息子が治るための呪いを教えた。この出来事は地元の司祭であるドン・バルトローメオ・ズガバリッツァの興味を引き、このような民間信仰の使われ方に好奇心をそそられ、ガスパルットを彼のもとに呼び出し、詳しく話を聞いた。ガスパルットはズガバリッツァにその病気の子供は「魔女に取りつかれていた」が、その子供はベナンダンティ、もしくは「放浪者」としても知られている者たちのおかげで死なずに済んだ、と言った。ズガバリッツァはベナンダンティの同胞について、より詳しく明らかにした。それによると、「斎日の間の木曜日に魔女たちと一緒に様々なところ、イアッシコの教会の前や、ヴェローナの野原にさえ、コルモンスの中の場所に出掛けなければなら」ず、そこで彼らは「魔女たちがモロコシの茎でベナンダンティたちを叩くのに対して、ベナンダンティたちはういきょうの束で応戦する」のと同様に、「戦い、遊戯をし、飛び跳ね、様々な動物の背にまたがる。」
ドン・ズガバリッツァはこのような魔術の話に関心を持ち、1575年の3月21日にチヴィダーレ・デル・フリウーリの聖フランチェスコ修士会における司教代理人のモンシニョール・ジャコポ・マラッコとコンベンツァル聖フランシスコ修道会のメンバーである審問官のフラ・ジュリオ・ダシスの前に、この状況をどう処理したらよいか、助言を与えてくれることを期待して、証人として現れた。彼はガスパルットを一緒に連れて行き、そしてガスパルットはすぐに異端審問官の前でベナンダンティ達が遊戯に参加した後にすることについてより多くの情報を提供した。ガスパルットによれば、「魔女や魔法使いや放浪者たち」は「きれいな水」を探しながら住民たちの家の前を通り、水を見つければそれを飲んだ。もし魔女たちがきれいな飲み水を全く見つけられなかったならば、彼らは地下室に行き、ワインの樽をすべてひっくり返してしまった。
ズガバリッツァは最初はこれらの出来事が実際に行われているというガスパルットの主張を信じていなかった。司祭の疑念に対して、ガスパルットは彼と異端審問官の両方を、次の彼らの旅におけるベナンダンティの集会に参加するようにいったが、もし名前を言ってしまったら、自分が「魔女にひどくぶたれる」かもしれないと言って、ガスパルットは同胞の名前を誰1人として言わなかった。それからしばらくして、復活祭明けの月曜日に、ズガバリッツァは信徒に向けてのミサを執り行うためにイアッシコを訪れた。そして儀式の後、彼をたたえるために開かれた祝宴のために地元の人々と一緒にとどまった。食事中や食事後、ズガバリッツァはもう1回ガスパルットと粉ひき屋のピエトロ・ロターロとともにベナンダンティの旅について議論をし、そしてその後に、他の自称ベナンダンティである、チヴィダーレのバッティスタ・モドゥーコの存在を知った。そしてモドゥーコは夜の儀式の間に何が起こっているかについての今までより多くの情報を提供した。最終的には、ズガバリッツァと異端審問官のジュリオ・ダシスはベナンダンティの調査を諦めることにした。というのも、後にカルロ・ギンズブルグが考えたところによると、おそらく彼らはベナンダンティたちの夜の戦いや魔女たちとの戦いはでまかせにすぎないと考えるようになったからである。